# 乌丹蒿
乌丹蒿（学名：Artemisia wudanica）是菊科蒿属的植物，是中国的特有植物。分布于中国大陆的内蒙古、河北等地，生长于海拔600米的地区，见于流动以及半固定沙丘上，目前尚未由人工引种栽培。

## 别名
大头蒿、圆头蒿（内蒙古），“希日-沙巴嘎”（蒙语名）